# 유로비전 영 댄서스
유로비전 영 댄서스(Eurovision Young Dancers)는 유럽 방송 연맹이 홀수 년에 개최하는 댄스 경연 대회이다. 출전 자격은 16세부터 21세까지로 제한하고 있으며, 솔로 혹은 쌍으로 이루어진다. 2007년 유로비전 댄스 콘테스트가 개최되었기 때문에 향후 생존 여부가 불투명했지만, 댄스 경연 대회 폐지에 따라 2011년 6월 노르웨이 오슬로에서 부활 개최되었다.

## 같이 보기
- 유로비전 영 뮤지션스
- 유로비전 송 콘테스트
- 유로비전 댄스 콘테스트